# Манухов, Роман Сергеевич
Роман Сергеевич Манухов (род. 11 марта 1994, Екатеринбург) — российский хоккеист, защитник.

## Биография
Воспитанник екатеринбургского хоккея. Сезон 2011/12 начал в команде МХЛ «Авто». 22 декабря перешёл в систему ярославского «Локомотива», стал играть в МХЛ за «Локо». В сезоне 2014/15 также провёл 14 игр в ВХЛ за аффилированный клуб «Рязань». 5 января 2015 года сыграл единственный матч в сезоне в КХЛ, дебютировав в гостевой игре против «Северстали» (2:1Б). 24 августа 2015 года перешёл в «Металлург» Новокузнецк, подписав контракт до конца сезона 2016/17, но отыграв один сезон вернулся в «Локомотив». В мае 2017 года продлил контракт. 14 декабря 2017 года был обменян в «Ак Барс», с которым в этом сезоне стал обладателем Кубка Гагарина. Пропустил большую часть следующего сезона из-за операции. 11 мая 2019 года перешёл в «Авангард». 16 июля 2020 года расторг контракт по взаимному соглашению сторон без выплаты компенсации и на следующий день подписал однолетнее соглашение с «Трактором». 14 мая 2021 года продлил контракт на два года. 30 апреля 2023 года ушёл из клуба, 6 июля 2023 подписал односторонний однолетний контракт с «Сочи».
Старший брат Никита также хоккеист.